# Rati Aleksidze
Rati Aleksidze (géorgien : რატი ალექსიძე), né le 3 août 1978 à Tbilissi en Géorgie, est un footballeur international géorgien, qui évoluait au poste d'attaquant.

## Biographie

### Carrière de joueur
Rati Aleksidze dispute 8 matchs en Ligue des champions, 17 matchs en Ligue Europa, pour trois buts inscrits, et deux matchs en Coupe Intertoto, pour un but inscrit,.

### Carrière internationale
Rati Aleksidze compte 28 sélections et 2 buts avec l'équipe de Géorgie entre 1998 et 2009. 
Il est convoqué pour la première fois par le sélectionneur national Vladimir Gutsaev pour un match amical contre l'Estonie le 18 novembre 1998 (victoire 3-1). Par la suite, le 15 août 2001, il inscrit son premier but en sélection contre le Luxembourg, lors d'un match amical (victoire 3-0). Il reçoit sa dernière sélection le 10 juin 2009 contre l'Albanie (1-1).

## Palmarès
- Avec le Dinamo Tbilissi
  - Champion de Géorgie en 1997, 1998, 1999 et 2003
  - Vainqueur de la Coupe de Géorgie en 1997, 2003 et 2004

- Avec le Győri ETO
  - Champion de Hongrie en 2013